# Film cubani proposti per l'Oscar al miglior film straniero
A partire dal 1979, alcuni film cubani sono proposti per la candidatura al Premio Oscar nella categoria miglior film straniero.
Cuba ha vinto in totale 0 statuette e ha avuto solo 1 nomination, quella di Fragola e cioccolato nell'edizione del 1995.
| Anno | Film                                                              | Regia                                    | Risultato                          |
| ---- | ----------------------------------------------------------------- | ---------------------------------------- | ---------------------------------- |
| 1979 | El Recurso del método                                             | Miguel Littín                            | Non candidato                      |
| 1988 | Un hombre de éxito                                                | Humberto Solás                           | Non candidato                      |
| 1989 | Cartas del parque                                                 | Tomás Gutiérrez Alea                     | Non candidato                      |
| 1990 | Papeles secundarios                                               | Orlando Rojas                            | Non candidato                      |
| 1991 | La bella dell'Alhambra                                            | Enrique Pineda Barnet                    | Non candidato                      |
| 1992 | Hello Hemingway                                                   | Fernando Perez                           | Non candidato                      |
| 1993 | Adorables mentiras                                                | Gerardo Chijona                          | Non candidato                      |
| 1995 | Fragola e cioccolato (Fresa y chocolate)                          | Tomás Gutiérrez Alea e Juan Carlos Tabío | Candidato                          |
| 1997 | Pon tu pensamiento en mí                                          | Arturo Sotto Díaz                        | Non candidato                      |
| 1998 | Amor vertical                                                     | Arturo Sotto Díaz                        | Non candidato                      |
| 2003 | Nada                                                              | Juan Carlos Cremata                      | Non candidato                      |
| 2004 | Suite Habana                                                      | Fernando Perez                           | Non candidato                      |
| 2006 | Viva Cuba                                                         | Juan Carlos Cremata                      | Non candidato                      |
| 2007 | El Benny                                                          | Jorge Luis Sánchez                       | Non candidato                      |
| 2008 | La edad de la peseta                                              | Pavel Giroud                             | Non candidato                      |
| 2010 | Los dioses Rotos                                                  | Ernesto Daranas                          | Non candidato                      |
| 2012 | Habanastation                                                     | Ian Padrón                               | Non candidato                      |
| 2015 | Condotta (Conducta)                                               | Ernesto Daranas                          | Non candidato                      |
| 2017 | El acompañante                                                    | Pavel Giroud                             | Non candidato                      |
| 2019 | Sergio & Sergei - Il professore e il cosmonauta (Sergio & Sergei) | Ernesto Daranas                          | Non presente nella lista ufficiale |
| 2020 | Un traductor                                                      | Rodrigo Barriuso, Sebastián Barriuso     | Non candidato                      |

| Non candidato  | Il film è stato proposto per la candidatura, ma non è stato selezionato dall'Academy of Motion Picture Arts and Sciences.  |
| Short-list     | Il film è entrato nella "short-list" stilata a gennaio dei nove candidati per l'Oscar al miglior film straniero            |
| Candidato      | Il film è entrato a far parte dei cinque candidati per l'Oscar al miglior film straniero.                                  |
| Vincitore      | Il film ha vinto l'Oscar al miglior film straniero.                                                                        |
| Oscar speciale | Il film ha vinto l'Oscar speciale assegnato tra il 1948 ed il 1956, periodo di tempo in cui non esisteva ancora il premio. |